# Ядерний оператор
Ядерне відображення — лінійний оператор {\displaystyle A}, який відображає один локально опуклий простір {\displaystyle \Pi _{1}} у другий {\displaystyle \Pi _{2},} {\displaystyle A:\Pi _{1}\rightarrow \Pi _{2},} за умови, якщо він представляється у вигляді
{\displaystyle x\mapsto Ax=\sum _{i=1}^{\infty }k_{i}x_{(x)}^{*}y_{i},}
де {\displaystyle \{k_{i}\}} є сумою числової послідовності, {\displaystyle \{x^{*}\}} — рівностепенево неперервна послідовність у {\displaystyle \Pi _{1}^{*}} (спряженому до {\displaystyle \Pi _{1}} просторі), {\displaystyle \{y_{i}\}} — послідовність елементів повної обмеженої опуклої закругленої множини у {\displaystyle \Pi _{2};} значення лінійного функціоналу {\displaystyle x^{*}} на векторі {\displaystyle x} тут позначено {\displaystyle x_{(x)}^{*}.} Таким чином припускається спеціального виду апроксимація операторами скінченного рангу (тобто лінійними неперервними операторами із скінченновимірними образами) по ядерній нормі.
Ядерні оператори з'явилися спочатку як оператори із слідом у квантовій механіці. У гільбертовому просторі між операторами зі слідом та двохвалентними тензорами існує бієкція, слід таким чином оператора збігається з результатом згортання відповідного тензора.

## Квантове вимірювання
Для опису вимірювання стану при довільному квантовому вимірюванні Е. Б. Девіс й Дж. Льюїс (1970) увели поняття інструмента — міри із значеннями у множині перетворень квантових станів. Нехай {\displaystyle Q} є вимірюваним простором, а {\displaystyle {\mathfrak {B}}(Q)} — множина всеможливих результатів вимірювання. Інструментом є функція, яка кожній вимірюваній множині {\displaystyle B\in {\mathfrak {B}}(Q)} ставить у відповідність функцію {\displaystyle {\mathcal {M}}=\{{\mathcal {M}}(B)\,|\,B\in {\mathfrak {B}}\}} так, що {\displaystyle {\mathcal {M}}(B)} є неселективною операцією, тобто
{\displaystyle \mathrm {Tr} \,{\mathcal {M}}(Q)[{\mathfrak {Y}}]=\mathrm {Tr} \,{\mathfrak {Y}}\,\,\,\,\forall {\mathfrak {Y}}\in H,}
де {\displaystyle {\mathfrak {Y}}} — ядерний оператор, {\displaystyle H} — гільбертів простір.
Якщо {\displaystyle \{B_{i}\}\subset {\mathfrak {B}}(Q)} — скінченне або зліченне розшарування множини {\displaystyle B\in {\mathfrak {B}}(Q)} на попарно непересічні підмножини, то
{\displaystyle {\mathcal {M}}(T)[{\mathfrak {Y}}]=\sum _{j}{\mathcal {M}}(B_{j})[{\mathfrak {Y}}];\quad \quad {\mathfrak {Y}}\in {\mathfrak {L}}(Q),}
де ряд сходиться по ядерній нормі {\displaystyle {\mathfrak {L}}(Q).}  